# Agryzsky (distrito)
Agryzsky é um distrito do Tartaristão, uma das repúblicas da Rússia.